# Affricata uvulare sonora
L'affricata uvulare sonora è un raro tipo di suono consonantico , usato in alcune lingue parlate . I simboli dell'alfabeto fonetico internazionale che rappresentano questo suono sono ⟨ ɢ͡ʁ ⟩ e ⟨ ɢ͜ʁ ⟩ .

## Caratteristiche
- Il suo modo di articolazione è affricato, il che significa che viene prodotto prima interrompendo completamente il flusso d'aria, quindi consentendo il flusso d'aria attraverso un canale ristretto nel punto di articolazione, provocando turbolenza.
- Il suo luogo di articolazione è uvulare, il che significa che si articola con la parte posteriore della lingua (il dorso) nell'ugola.
- La sua fonazione è sonora, il che significa che le corde vocali vibrano durante l'articolazione.
- È una consonante orale, il che significa che l'aria può fuoriuscire solo attraverso la bocca.
- È una consonante centrale, il che significa che è prodotta dirigendo il flusso d'aria lungo il centro della lingua, piuttosto che ai lati.
- Il meccanismo del flusso d'aria è polmonare, il che significa che è articolato spingendo l'aria esclusivamente con i muscoli intercostali e il diaframma, come nella maggior parte dei suoni.

## Occorrenza
| Lingua  | Parola                     | AFI                        | Significato                | Appunti                                                     |
| ------- | -------------------------- | -------------------------- | -------------------------- | ----------------------------------------------------------- |
| Akhvakh | Template:Esempio richiesto | Template:Esempio richiesto | Template:Esempio richiesto |                                                             |
| Ekagi   | gaati                      | [ɢ͡ʁaːti]                   | 'dieci'                    | Allofono laterale velare [ɡ͡ʟ] prima delle vocali anteriori. |